# She Wanted a Millionaire
Pour plus de détails, voir Fiche technique et Distribution.
She Wanted a Millionaire est un film pré-Code américain de 1932 avec Joan Bennett et Spencer Tracy. Le film, produit et distribué par Fox Film Corporation, a été réalisé par John G. Blystone et présente également Una Merkel.